# Teodor Cinulc
Teodor Cinulc (grec antic: Θεόδωρος ὁ Κύνουλκος, llatí: Theodorus Cynulcus) és un dels protagonistes del Deipnosofistes d'Ateneu de Naucratis. És insegur si és un personatge fictici o si Ateneu es basà en un personatge històric.
És presentat com un filòsof cínic nadiu de Megalòpolis, a l'Arcàdia. El malnom de Cinulc (grec antic: Κύνουλκος, Kýnūlkos) vol dir 'cap dels cínics'.